# Sceloporus graciosus
Sceloporus graciosus is een hagedis uit de familie Phrynosomatidae.

## Naam en indeling
De wetenschappelijke naam van de soort werd voor het eerst voorgesteld door Spencer Fullerton Baird en Charles Frédéric Girard in 1852. Oorspronkelijk werd de wetenschappelijke naam Sceloporus graciousus gebruikt.
Er zijn drie ondersoorten; Sceloporus graciosus gracilis wordt in de Engelse taal 'western (westelijke) sagebrush lizard' genoemd, Sceloporus graciosus graciosus staat bekend als 'northern (noordelijke) sagebrush lizard' en Sceloporus graciosus vandenburgianus als 'southern (zuidelijke) sagebrush lizard'. De voormalige ondersoort Sceloporus arenicolus wordt tegenwoordig als aparte soort gezien.
De huidige ondersoorten zijn onderstaand weergegeven met de auteur en het verspreidingsgebied.
| Naam                                 | Auteur               | Verspreidingsgebied      |
| ------------------------------------ | -------------------- | ------------------------ |
| Sceloporus graciosus gracilis        | Baird & Girard, 1852 | Verenigde Staten         |
| Sceloporus graciosus graciosus       | Baird & Girard, 1852 | Verenigde Staten         |
| Sceloporus graciosus vandenburgianus | Cope, 1896           | Mexico, Verenigde Staten |

## Uiterlijke kenmerken
De hagedis heeft een gedrongen, cilindrisch lichaam, de staart is ongeveer even lang als het lichaam, de totale lengte is ongeveer 11,5 tot 15 centimeter. Ook de kop en met name de snuitpunt zijn erg stomp en aan weerszijden van de nek zijn twee rijen kleine stekeltjes aanwezig. De kleur is bruin, met meestal twee geelbruine strepen aan weerszijden van de flanken die soms bestaan uit vlekkenrijen of geheel ontbreken. Zowel mannetjes als vrouwtjes hebben een blauwwitte nek en buik, bij mannetjes is deze met name rond de paartijd felblauw gekleurd, met uitzondering van een brede strook op het midden van de buik. Boven de voorpoten is een donkere tot zwarte vlek aanwezig.

## Verspreiding en habitat
Sceloporus graciosus leeft in dorre en rotsige streken in het zuidwesten van de Verenigde Staten en in Neder-Californië; een smal schiereiland onder de staat Californië dat staatkundig gezien tot Mexico behoort. Overdag is de hagedis zonnend op rotsblokken te zien, 's nachts zoekt het dier een rotsspleet op of schuilt onder een steen. Het voedsel bestaat uit insecten en andere ongewervelden.

## Beschermingsstatus
Door de internationale natuurbeschermingsorganisatie IUCN is de beschermingsstatus 'veilig' toegewezen (Least Concern of LC).